# Nakres radarowy
Nakres radarowy – sposób określenia parametrów ruchu obiektu śledzonego za pomocą radaru, polegający na zaznaczeniu kilku (minimum dwóch) pozycji obiektu, wykreśleniu na ich podstawie wektora ruchu względnego i odjęciu wektora ruchu własnego. 
Początkowo realizowany ręcznie, przez kreślenie na specjalnych arkuszach lub na nakładce na ekran radaru (rzutnik refleksyjny), obecnie coraz częściej prowadzony przez specjalny komputer ARPA.

siatka do nakresów ręcznych
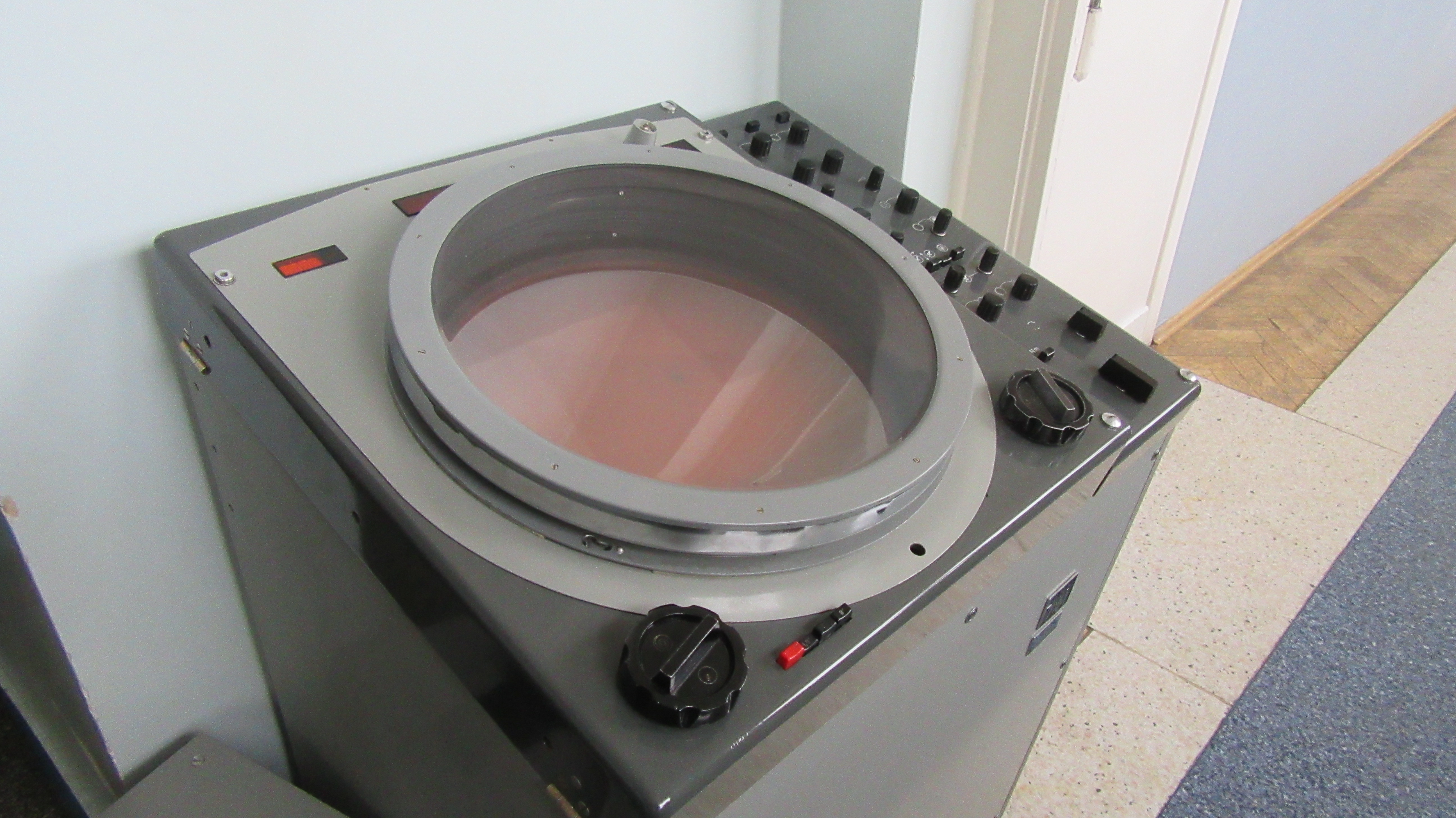
Rzutnik refleksyjny na konsoli radaru